# Otto Mugdan

Otto Mugdan 1907

Otto Mugdan (* 11. März 1862 in Breslau; † 15. September 1925 in Berlin) war Arzt und Sozialpolitiker.

## Leben
Otto Mugdan war ein Sohn des aus Kempen in Posen stammenden Textilkaufmanns Joachim Mugdan. Von 1872 bis 1879 besuchte er das Maria-Magdalenen-Gymnasium seiner Heimatstadt. Nach dem Abitur studierte er Medizin an der Universität Breslau. 1884 setzte er das Studium an der Universität Erlangen fort und promovierte dort. 1885 ließ sich Mugdan in Berlin als Arzt für Allgemeinmedizin und als Kinderarzt nieder. 1886 erklärte er seinen „Austritt aus dem Judentum“ und trat einige Jahre später zum evangelischen Christentum über.

## Leistungen
Mugdan gehörte zu den Gründern des „Ärztevereins zur Einführung freier Arztwahl“ und war ab 1892 Mitglied der Berlin-Brandenburger Ärztekammer. Über viele Jahre war er im geschäftsführenden Ausschuss des Deutschen Ärztevereinsbundes tätig und war Mitglied des Aufsichtsrats des Hartmannbundes. Geschickt vermittelte er in Aufsätzen und in Vorträgen seinen Kollegen die Themen Sozialmedizin und Versicherungsrecht. Aber auch an der Entwicklung der sozialen Fragen beteiligte er sich aktiv. So nahm er an den beiden internationalen Kongressen für Arbeiterversicherung in Wien (1905) und Rom (1908) teil. Als Reichstagsabgeordneter der Freisinnigen Volkspartei befasste er sich ab 1903 vor allem mit der Kranken-, Unfall- und Invalidenversicherung. Er forderte deren Vereinfachung und Vereinheitlichung sowie Verbesserungen der Leistungen. Krankenpflege war für ihn vor allem Beruf, nicht nur Wohltätigkeit. Wiederholt setzte er sich für Unfallverhütung, Betriebshygiene und Mutterschutz ein und forderte praxisnahe medizinische Ausbildung. An der Reichsversicherungsordnung von 1911 war er als einziger Arzt beteiligt. Nur wenige seiner Reformwünsche wurden allerdings umgesetzt.
Als Mugdan 1908 bei den Berliner Stadtverordnetenwahlen kandidierte, unterstützten ihn prominente Mitglieder des Central-Vereins deutscher Staatsbürger jüdischen Glaubens (CV) gegen seinen sozialdemokratischen Opponenten. Dieser sogenannte „Fall Mugdan“ führte zu lebhaften Debatten über die Haltung des CV zu getauften Juden. 1912 rief Mugdans Kandidatur für das Preußische Abgeordnetenhaus erneute heftige Kritik hervor, vor allem in der Jüdischen Rundschau. Im Wahlkreis Lauban-Görlitz verlor er bei der Reichstagswahl 1912 in der Stichwahl gegen Paul Taubadel. In der Weimarer Republik war Mugdan zunächst Mitglied der DDP (Deutsche Demokratische Partei), wechselte aber 1920 zur DVP (Deutsche Volkspartei). In Berlin-Charlottenburg lehrte er an der Sozialhygienischen Akademie, und in ärztlichen Standesorganisationen wirkte er in verantwortungsvollen Positionen mit.

## Veröffentlichungen
- Das Krankenversicherungsgesetz, Kommentar für Ärzte. 1900.
- Kommentar für Ärzte zum Gewerbe-Unfallversicherungsgesetz. 1902.
- Die Reichsversicherungsordnung. 1911.